# Торфено блато
Торфените блата са вид тресавища, в които се отлага торф - остатъци от мъртви растения, най-често торфен мъх. В тях често растат храсти от семейство Пиренови (Ericaceae), вкоренени в мъха и торфа.
Торфените блата се образуват в местности, в които водата и земната повърхност са киселинни и бедни на хранителни вещества, най-често в области с хладен климат. Тези условия са неблагоприятни за растежа на растителността, но водонаситената почва прави разлагането на растителната маса още по-бавно, което създава условията за отлагане на торф. Оттичащата се от торфените блата вода има характерен кафяв цвят, дължащ се на разтворените торфени танини.